# Romilly-la-Puthenaye
 Romilly-la-Puthenaye  là một xã thuộc tỉnh Eure trong vùng Normandie miền bắc nước Pháp.